# Chris Wondolowski
Chris Wondolowski (de son nom complet Christopher Elliott Wondolowski), né le 28 janvier 1983 à Danville en Californie, est un joueur international américain de soccer, qui évolue au poste d'attaquant. Durant sa carrière professionnelle, entre 2004 et 2021, il gagne deux fois le titre de meilleur buteur en Major League Soccer en 2010 et 2012 et est élu meilleur joueur de ce championnat en 2012. Il est le meilleur buteur de l'histoire de la Major League Soccer

## Biographie

### Carrière au secondaire (2000-2004)
Wondolowski joue à l'école secondaire De La Salle High School, à Concord en Californie. Sur le plan individuel, il est nommé dans la All-Bay Valley Athletic League first team et dans la all-East Bay first team honors en 2000 et 2001. Il reçoit le titre de joueur de l'année en 2001 par les médias locaux. Wondolowski joue ensuite dans les clubs du Diablo Valley Football Club (DVSC) et du Danville Mustang Football Association. Il joue entre 2001 et 2004 à l'Université d'État de Californie à Chico. Avec les Chico State Wildcats qui est l'équipe universitaire, il marque 39 buts en 84 matchs. En 2004, il joue en séniors chez les Rooks Chico en MPSL où il marque 17 buts en 16 matchs.

### Débuts difficiles (2005-2009)
Wondolowski est drafté 41e lors de la MLS Supplemental Draft en 2005 par les Earthquakes de San José. Il ne joue que 3 matchs avec l'équipe première cette année-là. Par ailleurs, il marque 8 buts en 12 matchs avec la réserve.
Comme le reste de ses coéquipiers des Earthquakes, il fut transféré au Dynamo de Houston pour la saison 2006. Il joue un peu (9 matchs pour 2 buts) mais il marque son premier but en MLS le 30 août 2006 contre le Fire de Chicago. Son équipe gagne le championnat mais il ne joue pas en play-offs. Par contre, il brille en réserve où il marque 13 buts en 11 matchs. En 2007, Wondolowski marque contre Pachuca dans la demi-finale de la Coupe des Champions de la CONCACAF son premier but en compétition continentale. Il marque son deuxième but en MLS contre Chicago le 12 juillet 2007. Il termine la saison avec 2 buts en 22 apparitions. Une nouvelle fois, son équipe gagne le championnat et une nouvelle fois, il ne joue pas en play-offs. La saison suivante, il marque 3 buts en 19 apparitions. Il inscrit son 4e et dernier but en MLS avec Houston contre les New York Red Bulls, le 16 mai 2009 qui est également le 7000e but de l'histoire du championnat.

### Retour à San José (2009-2021)
Wondolowski retourne aux Earthquakes de San José en échange de Cam Weaver en juin 2009.
Avec ce passage à San Jose, Wondolowski commence à recevoir plus de temps de jeu. Il joue 14 matchs pour 3 buts marqués.
Lors de la saison suivante Wondolowski marque 18 buts en 26 matchs et termine meilleur buteur du championnat, menant San Jose dans les éliminatoires de la MLS. Il marque son premier but en séries éliminatoires avec le but gagnant contre New York dans leur match éliminatoire, propulsant San Jose à une victoire de 3-2 globale. 
En 2011, il confirme sur le plan individuel en marquant 16 buts. Cela fait de lui le co-meilleur buteur du championnat avec Dwayne De Rosario. Cependant, ce dernier est officiellement sacré grâce à un plus grand nombre de passes décisives (12 contre 3), mais son équipe rate les séries éliminatoires. Il signe un nouveau contrat avec son club en février 2012 mais les termes de celui-ci ne sont pas révélés.
Lors de la saison suivante, Wondolowski est titulaire lors du MLS All-Star Game contre Chelsea FC, match durant lequel il ouvre le score. Les MLS All-Stars s'imposent 3-2. Le 6 octobre 2012, Wondolowski devient le meilleur buteur de tous les temps des Earthquakes en inscrivant un but contre les Rapids du Colorado, match où il inscrit par ailleurs son 4e hat-trick en carrière. Le 27 octobre, il égale le record de buts marqués (27) en une saison de Roy Lassiter. Il est élu meilleur joueur à l'issue de la saison, saison durant laquelle il est élu quatre fois joueur du mois, ce qui est le record de la ligue. Sur le plan collectif, son équipe gagne le MLS Supporters' Shield décerné à la meilleure équipe de la saison régulière. Cependant, son équipe se fait éliminer d'entrée en séries éliminatoires.
La saison 2013, est plus difficile tant sur le plan collectif (non-qualification en play-offs) que sur le plan individuel où il ne marque que 13 buts toutes compétitions confondues. Ce total deux fois plus faible que la saison précédent est en partie dû au fait qu'il a joué une partie de la saison avec le pied gauche cassé.
Le 24 août 2014, il devient le troisième joueur de l'histoire du championnat à marquer au moins dix buts durant cinq saisons d'affilée. Il termine la saison avec 14 buts et 4 passes en saison régulière.
Pendant dix ans, entre 2010 et 2019, Wondolowski inscrit plus de dix buts par saison et devient le meilleur buteur de l'histoire de la Major League Soccer en mai 2019. Suivant deux saisons en demi-teinte en 2020 et 2021, il met un terme à sa carrière professionnelle à trente-huit ans après la dernière rencontre de la saison des Earthquakes où il inscrit le but final de sa carrière le 7 novembre 2021 face au FC Dallas.

### Carrière internationale
Après sa saison 2010 réussie avec les Earthquakes de San José accompagnée du MLS Golden Boot, Chris Wondolowski est appelé par l'Équipe des États-Unis de soccer. À la fin du camp d'entraînement de trois semaines, il fête sa première sélection le 22 janvier 2011 avec un match amical contre le Chili. Le 23 mai 2011, Wondolowski il est appelé par Jürgen Klinsmann, le sélectionneur afin de disputer la Gold Cup 2011. Il joue trois matchs durant la compétition où les américains perdent en finale contre le Mexique.
Wondolowski fait partie de la liste des 23 joueurs pour la Gold Cup suivante.
Le 5 juillet 2013, il marque son premier but international lors d'un match amical contre le Guatemala pour sa dixième sélection. Lors de la Gold Cup, il marque 5 buts (3 contre le Belize et 2 contre Cuba) et en termine meilleur buteur. Les États-Unis remportent le tournoi en battant le Panama.
L'année suivante, il est sélectionné pour disputer la Coupe du monde. Il y joue deux matchs en tant que remplaçant.

## Statistiques de carrière
| Saison                | Club                    | Championnat           | Championnat | Championnat | Championnat | Coupe(s) nationale(s) | Coupe(s) nationale(s) | Coupe(s) nationale(s) | Compétition(s) continentale(s) | Compétition(s) continentale(s) | Compétition(s) continentale(s) | Compétition(s) continentale(s) | Séries éliminatoires | Séries éliminatoires | Séries éliminatoires | États-Unis | États-Unis | États-Unis | Total | Total | Total |
| Saison                | Club                    | Division              | M.          | B.          | P.d.        | M.                    | B.                    | P.d.                  | Comp.                          | M.                             | B.                             | P.d.                           | M.                   | B.                   | P.d.                 | M.         | B.         | P.d.       | M.    | B.    | P.d.  |
| 2004                  | Rooks de Chico          | NPSL                  | 16          | 17          | 0           | -                     | -                     | -                     | -                              | -                              | -                              | -                              | 1                    | 0                    | 0                    | -          | -          | -          | 17    | 17    | 0     |
| 2005                  | Earthquakes de San José | MLS                   | 2           | 0           | 0           | 1                     | 0                     | 0                     | -                              | -                              | -                              | -                              | 0                    | 0                    | 0                    | -          | -          | -          | 3     | 0     | 0     |
| 2006                  | Dynamo de Houston       | MLS                   | 6           | 1           | 0           | 3                     | 1                     | 0                     | -                              | -                              | -                              | -                              | 0                    | 0                    | 0                    | -          | -          | -          | 9     | 2     | 0     |
| 2007                  | Dynamo de Houston       | MLS                   | 16          | 1           | 1           | 1                     | 0                     | 0                     | LCC+SL                         | 3+2                            | 1+0                            | 0+0                            | 0                    | 0                    | 0                    | -          | -          | -          | 22    | 2     | 1     |
| 2008                  | Dynamo de Houston       | MLS                   | 8           | 0           | 0           | 1                     | 0                     | 0                     | LCC+SL+LCC                     | 4+2+4                          | 1+0+1                          | 0+0+0                          | 0                    | 0                    | 0                    | -          | -          | -          | 19    | 2     | 0     |
| 2009                  | Dynamo de Houston       | MLS                   | 7           | 2           | 1           | -                     | -                     | -                     | LCC                            | 1                              | 0                              | 0                              | -                    | -                    | -                    | -          | -          | -          | 8     | 2     | 1     |
| Sous-total            | Sous-total              | Sous-total            | 37          | 4           | 2           | 5                     | 1                     | 0                     | -                              | 16                             | 3                              | 0                              | 0                    | 0                    | 0                    | -          | -          | -          | 58    | 8     | 2     |
| 2009                  | Earthquakes de San José | MLS                   | 14          | 3           | 1           | -                     | -                     | -                     | -                              | -                              | -                              | -                              | -                    | -                    | -                    | -          | -          | -          | 14    | 3     | 1     |
| 2010                  | Earthquakes de San José | MLS                   | 28          | 18          | 1           | 1                     | 0                     | 0                     | -                              | -                              | -                              | -                              | 3                    | 1                    | 0                    | -          | -          | -          | 32    | 19    | 1     |
| 2011                  | Earthquakes de San José | MLS                   | 30          | 16          | 3           | 2                     | 0                     | 0                     | -                              | -                              | -                              | -                              | -                    | -                    | -                    | 5          | 0          | 0          | 37    | 16    | 3     |
| 2012                  | Earthquakes de San José | MLS                   | 32          | 27          | 7           | 1                     | 0                     | 0                     | -                              | -                              | -                              | -                              | 2                    | 0                    | 0                    | 3          | 0          | 0          | 38    | 27    | 7     |
| 2013                  | Earthquakes de San José | MLS                   | 29          | 11          | 3           | 1                     | 0                     | 0                     | LCC                            | 4                              | 2                              | 0                              | -                    | -                    | -                    | 9          | 6          | 1          | 43    | 19    | 4     |
| 2014                  | Earthquakes de San José | MLS                   | 26          | 14          | 4           | 0                     | 0                     | 0                     | LCC                            | 2                              | 0                              | 0                              | -                    | -                    | -                    | 8          | 3          | 1          | 36    | 17    | 5     |
| 2015                  | Earthquakes de San José | MLS                   | 31          | 16          | 2           | 1                     | 2                     | 0                     | -                              | -                              | -                              | -                              | -                    | -                    | -                    | 6          | 1          | 0          | 38    | 19    | 2     |
| 2016                  | Earthquakes de San José | MLS                   | 30          | 12          | 3           | 0                     | 0                     | 0                     | -                              | -                              | -                              | -                              | -                    | -                    | -                    | 4          | 1          | 1          | 34    | 13    | 4     |
| 2017                  | Earthquakes de San José | MLS                   | 34          | 13          | 8           | 4                     | 2                     | 0                     | -                              | -                              | -                              | -                              | 1                    | 0                    | 0                    | -          | -          | -          | 39    | 15    | 8     |
| 2018                  | Earthquakes de San José | MLS                   | 34          | 10          | 5           | 1                     | 0                     | 0                     | -                              | -                              | -                              | -                              | -                    | -                    | -                    | -          | -          | -          | 35    | 10    | 5     |
| 2019                  | Earthquakes de San José | MLS                   | 32          | 15          | 2           | 2                     | 0                     | 0                     | -                              | -                              | -                              | -                              | -                    | -                    | -                    | -          | -          | -          | 34    | 15    | 2     |
| 2020                  | Earthquakes de San José | MLS                   | 20+3        | 6+2         | 1+0         | -                     | -                     | -                     | -                              | -                              | -                              | -                              | 2                    | 1                    | 0                    | -          | -          | -          | 25    | 9     | 1     |
| 2021                  | Earthquakes de San José | MLS                   | 32          | 5           | 0           | -                     | -                     | -                     | -                              | -                              | -                              | -                              | -                    | -                    | -                    | -          | -          | -          | 32    | 5     | 0     |
| Sous-total            | Sous-total              | Sous-total            | 375         | 168         | 40          | 13                    | 4                     | 0                     | -                              | 6                              | 2                              | 0                              | 8                    | 2                    | 0                    | 35         | 11         | 3          | 437   | 187   | 43    |
| Total sur la carrière | Total sur la carrière   | Total sur la carrière | 430         | 189         | 42          | 19                    | 5                     | 0                     | -                              | 22                             | 5                              | 0                              | 9                    | 2                    | 0                    | 35         | 11         | 3          | 515   | 212   | 45    |

## Palmarès
| Earthquakes de San José (2)                       | Dynamo de Houston (2)                                                     | États-Unis (1)                                     |
| ------------------------------------------------- | ------------------------------------------------------------------------- | -------------------------------------------------- |
| - Supporters' Shield : - Vainqueur : 2005 et 2012 | - Coupe MLS : - Vainqueur : 2006 et 2007 - SuperLiga : - Finaliste : 2008 | - Gold Cup : - Vainqueur : 2013 - Finaliste : 2011 |

### Individuel
- Meilleur joueur de la MLS : 2012
- Vainqueur du Soulier d'or de la MLS (meilleur buteur) : 2010 et 2012
- MLS Best XI : 2010, 2011 et 2012
- Meilleur buteur de la Gold Cup 2013